# جيمس س. بيرت
جيمس س. بيرت (بالإنجليزية: James Caird Burt)‏ هو طبيب التوليد والنساء أمريكي، ولد في 29 أغسطس 1921 في دايتون في الولايات المتحدة، وتوفي بنفس المكان في 2012.